# Deliverance (film)
Deliverance is een Amerikaanse thriller uit 1972. Regisseur John Boorman verfilmde hiervoor het gelijknamige boek van James Dickey, die zelf ook het script schreef. Deliverance werd genomineerd voor drie Oscars, drie BAFTA Awards en vijf Golden Globes. Hoewel de film deze prijzen allemaal misliep, ontwikkelde hij wel een cultstatus.

## Verhaal
De stadse Lewis (Burt Reynolds), Ed (Jon Voight), Bobby (Ned Beatty) en Drew (Ronny Cox) zoeken het platteland op omdat ze eenmaal per kano de rivier Cahulawassee willen afvaren, voordat hier een groot meer van wordt gemaakt. Met name Lewis gedraagt zich hierbij arrogant tegenover de 'inferieure' plattelandsbevolking, waarbinnen de inteelt haar tol heeft geëist. Toch vinden ze een aantal mannen bereid hun auto's naar het begin van de rivier te rijden, zodat ze kunnen instappen wanneer ze arriveren. Daarbij maakt Drew contact met het savantjongetje Lonnie (Billy Redden) dat met niemand praat, maar op zijn banjo het nummer Duelling banjos met Drew op zijn gitaar speelt.
Wanneer de mannen in hun kano's stappen, begint hun vaartocht plezierig. De natuur is prachtig en de uitdagingen van de wilde rivier doet de adrenaline door hun lichamen stromen. Het water wordt gaandeweg niettemin wilder, waardoor de twee kano's tijdelijk gescheiden raken. Ed en Bobby belanden daarbij op de wal, waar ze uitstappen en in de problemen komen met twee kwaadwillende lokale jagers (Bill McKinney en Herbert Coward). Deze binden Ed vast en beginnen de gezette Bobby te vernederen door hem als een varken te laten rondkruipen en gillen. Dit mondt uiteindelijk uit in een verkrachting van de inmiddels totaal uitgeklede Bobby.
Wanneer de twee terugkomen om Ed los te maken en die dezelfde behandeling te geven, wordt dit voorkomen door de inmiddels aangekomen Lewis. Deze schiet vanuit verdekte hoek met zijn handboog een pijl door het hart van Bobby's verkrachter, die daarop sterft. In het tumult verdwijnt zijn partner spoorloos. Het inmiddels flink nerveuze viertal ziet zich nu geconfronteerd met een groot probleem. Ze willen immers niet opdraaien voor een moord, maar er loopt een getuige rond die alles gezien heeft en bovendien bewapend is. Daarbij is zo'n beetje iedereen in de afgelegen omgeving wel op de een of andere manier familie van elkaar, dus dat enig recht zijn beloop zal hebben áls ze gepakt worden, betwijfelen ze ook. Ze besluiten daarop het lijk te begraven en te maken dat ze wegkomen, in de hoop dat het lichaam nooit boven water zal komen als het meer eenmaal aangelegd is. De rivier is niettemin nog lang en de partner van de gedode jager loopt nog vrij rond.

## Rolverdeling
| Acteur                  | Personage                |
| ----------------------- | ------------------------ |
| Jon Voight              | Ed Gentry                |
| Burt Reynolds           | Lewis Medlock            |
| Ned Beatty              | Bobby Trippe             |
| Ronny Cox               | Drew Ballinger           |
| Ed Ramey                | De oude man              |
| Billy Redden            | Lonnie, de banjo-jongen  |
| Bill McKinney           | Berg hillbilly           |
| Herbert 'Cowboy' Coward | Tandeloze hillbilly      |
| James Dickey            | Sheriff Bullard          |
| Macon McCalman          | Hulpsheriff Arthur Queen |

## Trivia
- Deliverance was Ned Beatty's eerste filmrol (van inmiddels meer dan 100).
- Om geld te besparen deden de vier hoofdrolspelers hun eigen stunts, inclusief de vaartocht en de rotsbeklimming van Voight.
- De sheriff die aan het einde van de film verschijnt is James Dickey, de schrijver van het boek waarop Deliverance is gebaseerd.
- Billy Redden, het banjospelende jongetje, was opnieuw banjospelend te zien in Big Fish (2003).
- South Park heeft ook een verwijzing naar deze film gemaakt, dat te zien is in The China Probrem (S12E8).